# All I Ask of You
«All I Ask of You» (с англ. — «Всё, что я у тебя прошу») — песня из британского мюзикла «Призрак Оперы». Впервые прозвучала в исполнении Сары Брайтман и Стива Бартона, которые играли персонажей Кристину Даэ и Рауля соответственно. Песня была написана Эндрю Ллойдом Уэббером, Чарльзом Хартом и Ричардом Стилго.
Песня стала одним из самых ярких номеров всего мюзикла, поэтому её решено было выпустить как сингл в сентябре 1986 года, только студийная версия включала мужской вокал Клиффа Ричарда вместо Бартона. Песня стала большим хитом, достигнув первой строчки чартов Ирландии и ЮАР, а также третьей строчки в Великобритании. Позже песня была перепета множеством артистов.
Одним из самых известных каверов «All I Ask of You» принадлежит Барбре Стрейзанд, которая включила данную песню в своей двадцать пятый студийный альбом Till I Loved You. Песня была выпущена как второй сингл альбома в декабре 1988 года. Критики отметили песню как одну из самых сильных в альбоме. Песня смогла войти в чарты Нидерландов, Великобритании и США.